# لب‌های خون
لب‌های خون (فرانسوی: Lèvres de Sang‎) یک فیلم ترسناک فرانسوی به کارگردانی ژان رولین است که در سال ۱۹۷۵ منتشر شد. از بازیگران آن می‌توان به ژان-لو فیلیپ، آنی بل، کلاودین باچاری، کاترین کاستل اشاره کرد